# Мартинек, Радек
Радек Мартинек (чеш. Radek Martinek; 31 августа 1976, Гавличкув-Брод, Чехословакия) — профессиональный чешский хоккеист, защитник. Двукратный чемпион мира (2000, 2001) в составе сборной Чехии. В 2014 году завершил карьеру из-за проблем со здоровьем.
На драфте НХЛ 1999 года был выбран в 8-м раунде под общим 228-м номером командой «Нью-Йорк Айлендерс».

## Статистика

### Клубная карьера
Последнее обновление: 10 апреля 2012 года
```
                                            
                                            --- Regular Season ---  ---- Playoffs ----
Season   Team                        Lge    GP    G    A  Pts  PIM  GP   G   A Pts PIM
--------------------------------------------------------------------------------------
1996-97  Ceske Budejovice HC         Czech  52    3    5    8   40   5   0   1   1   2
1997-98  Ceske Budejovice HC         Czech  42    2    7    9   36  --  --  --  --  --
1998-99  Ceske Budejovice HC         Czech  52   12   13   25   50   3   0   2   2   0
1999-00  Ceske Budejovice HC         Czech  45    5   18   23   24   3   0   0   0   6
2000-01  Ceske Budejovice HC         Czech  44    8   10   18   45  --  --  --  --  --
2001-02  New York Islanders          NHL    23    1    4    5   16  --  --  --  --  --
2002-03  New York Islanders          NHL    66    2   11   13   26   4   0   0   0   4
2002-03  Bridgeport Sound Tigers     AHL     3    0    3    3    2  --  --  --  --  --
2003-04  New York Islanders          NHL    47    4    3    7   43   5   0   1   1   0
2004-05  Ceske Budejovice HC        Czech2  30   12   18   30   80  12   2   3   5   6
2005-06  New York Islanders          NHL    74    1   16   17   32  --  --  --  --  --
2006-07  New York Islanders          NHL    43    2   15   17   40  --  --  --  --  --
2007-08  New York Islanders          NHL    69    0   15   15   40  --  --  --  --  --
2008-09  New York Islanders          NHL    51    6    4   10   28  --  --  --  --  --
2009-10  New York Islanders          NHL    16    2    1    3   12  --  --  --  --  --
2010-11  New York Islanders          NHL    64    3   13   16   35  --  --  --  --  --
2011-12  Columbus Blue Jackets       NHL     7    1    0    1    0
--------------------------------------------------------------------------------------
         NHL Totals                        460   22   82  104  272   9   0   1   1   4

```

### Международные соревнования
| Год                  | Сборная              | Турнир               | Место                |    | И | Г | П | О  | Штр |
| -------------------- | -------------------- | -------------------- | -------------------- | -- | - | - | - | -- | --- |
| 2000                 | Чехия                | ЧМ                   |                      | 9  | 0 | 0 | 0 | 4  |     |
| 2001                 | Чехия                | ЧМ                   |                      | 9  | 0 | 2 | 2 | 8  |     |
| 2011                 | Чехия                | ЧМ                   |                      | 1  | 0 | 0 | 0 | 0  |     |
| Всего (осн. сборная) | Всего (осн. сборная) | Всего (осн. сборная) | Всего (осн. сборная) | 19 | 0 | 2 | 2 | 12 |     |